# Dimas Drajad
Dimas Drajad (właśc. Muhammad Dimas Drajad; ur. 30 marca 1997 w Gresiku) – indonezyjski piłkarz, występujący na pozycji napastnika w indonezyjskim klubie Persikabo 1973. 11-krotny reprezentant Indonezji. Uczestnik Pucharu Azji 2023.

## Statystyki

### Klubowe
Na podstawie:
| Klub           | Sezonów | Liga                   | Liga  | Liga   | Puchar krajowy | Puchar krajowy | Kontynentalne | Kontynentalne | Suma  | Suma   |
| Klub           | Sezonów | Liga                   | Mecze | Bramki | Mecze          | Bramki         | Mecze         | Bramki        | Mecze | Bramki |
| -------------- | ------- | ---------------------- | ----- | ------ | -------------- | -------------- | ------------- | ------------- | ----- | ------ |
| Persikabo 1973 | 7       | Indonesia Super League | 88    | 22     | 3              | 0              | –             | –             | 91    | 22     |
| PSMS Medan     | 1       | Liga 2                 | 17    | 6      | 0              | 0              | –             | –             | 17    | 6      |
|                | Łącznie | Łącznie                | 56    | 4      | 5              | 0              | 0             | 0             | 61    | 4      |

### Reprezentacyjne
Na podstawie:
| Gole w reprezentacji | Gole w reprezentacji | Gole w reprezentacji | Gole w reprezentacji | Gole w reprezentacji | Gole w reprezentacji | Gole w reprezentacji | Gole w reprezentacji         |
| Lp.                  | Data                 | Miasto               | Przeciwnik           | Wynik                | Gole                 | Inne                 | Rozgrywki                    |
| -------------------- | -------------------- | -------------------- | -------------------- | -------------------- | -------------------- | -------------------- | ---------------------------- |
| 1.                   | 14.06.2022           | Al-Ardija            | Nepal                | 4:1 (2:1)            | 6'                   |                      | Eliminacje Pucharu Azji 2023 |
| 2.                   | 24.09.2022           | Bandung              | Curaçao              | 3:2 (2:2)            | 56'                  | asysta               | mecz towarzyski              |
| 3.                   | 27.09.2022           | Cibinong             | Curaçao              | 2:1 (1:0)            | 3'                   |                      | mecz towarzyski              |
| 4.                   | 12.10.2023           | Bandar Seri Begawan  | Brunei               | 6:0 (3:0)            | 7', 72', 90+2'       |                      | Eliminacje MŚ 2026           |

## Sukcesy
Na podstawie:

### Reprezentacyjne
- Mistrz ASEAN U-23 2019
- Mistrz ASEAN U-19 2013